# Louvres
Louvres è un comune francese di 9 049 abitanti situato nel dipartimento della Val-d'Oise nella regione dell'Île-de-France.

## Società

### Evoluzione demografica
Abitanti censiti

## Infrastrutture e trasporti
Louvres è servita da una stazione della linea D della RER.